# Gbassay Bangura
Gbassay Bangura (ur. 30 stycznia 1974) – sierraleoński piłkarz występujący na pozycji obrońcy.

## Kariera klubowa
W 1996 roku Bangura był zawodnikiem czwartoligowych szwedzkich drużyn Spånga IS oraz FC Café Opera. W 1997 roku reprezentował barwy pierwszoligowego klubu Degerfors IF, w barwach którego rozegrał 24 spotkania i zdobył 3 bramki. W 1998 roku grał z kolei w także pierwszoligowym Elfsborgu, gdzie wystąpił w 7 meczach i strzelił 1 gola.

## Kariera reprezentacyjna
W 1996 roku Bangura został powołany do reprezentacji Sierra Leone na Puchar Narodów Afryki, zakończony przez Sierra Leone na fazie grupowej. Zagrał na nim w meczach z Burkina Faso (2:1), Algierią (0:2) i Zambią (0:4).